# Stefano Canzio (Regisseur)
Stefano Canzio (* 28. November 1915 in Catanzaro; † 14. Juni 1991 in Morlupo) war ein italienischer Dokumentarfilmer und Spielfilmregisseur.

## Leben
Canzio, der in den 1930er Jahren nach Rom kam, war als Journalist Chefredakteur der Settimana Incom und drehte 1941 seinen ersten Dokumentarfilm; daneben gehörte er zu den ersten Fernsehregisseuren seines Landes (für Cronache del cinema e del teatro). In den 1950er Jahren wandte er sich verstärkt dem Spielfilm zu und drehte einige Filme selbst; für andere war er in verschiedenen Funktionen – so u. a. als Drehbuchautor, Autor des Kommentars oder Produzent – tätig.
In den 1970er Jahren arbeitete er für TeleDiffusione Italiana – TeleNapoli.

## Filmografie (Auswahl)
- 1941: Edizione straoridnario (Dokumentarfilm)
- 1955: Motivo in maschera (Drehbuch)
- 1962: Canzoni a tempo di Twist (Regisseur)
- 1967: Operation „Kleiner Bruder“ (O. K. Connery) (Drehbuch)
- 1988: Il rivale (Produzent)